# Piscine de Kupittaa
La piscine de Kupittaa (finnois : Kupittaan maauimala) est une picine situé dans le parc Kupittaanpuisto du quartier III à Turku en Finlande.

## Présentation
La piscine extérieure a ouvert en 1912.
La piscine extérieure de Kupitta dispose de trois bassins : un grand bassin, un bassin profond et un bassin pour enfants. 
La piscine avait un toboggan aquatique de 56 mètres de long, qui a été démonté au printemps 2010. Aujourd'hui, il y a un toboggan de 15 mètres de long juste au bord du grand bassin.